# Örjan Nordling

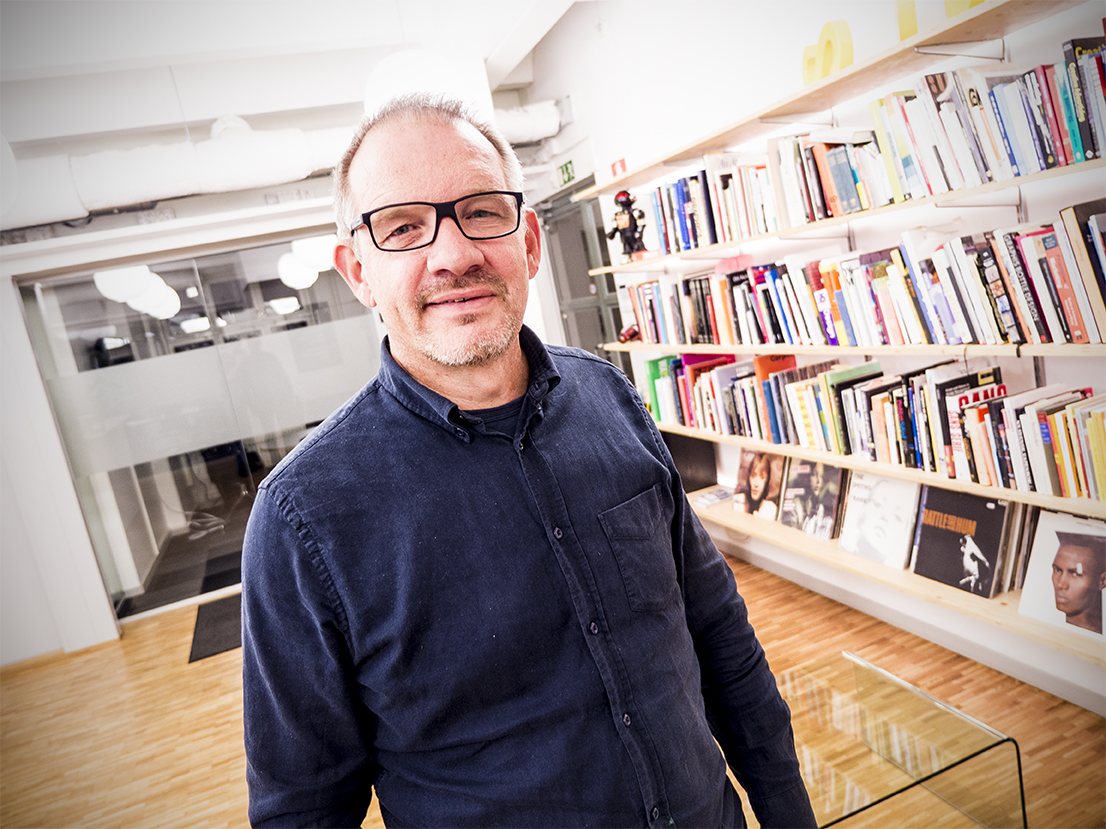
Örjan Nordling i entrén till FamiljenPangeas kontor i Stockholm.

Örjan Nordling, född 2 maj 1958, är en svensk typsnittsdesigner som formgivit typsnittet Nordling BQ för vilket han fick utmärkelsen Utmärkt Svensk Form. Nordling fick Berlingpriset 2004 för sitt arbete med Berling Nova, en ny utgåva av Berling antikva.

## Biografi

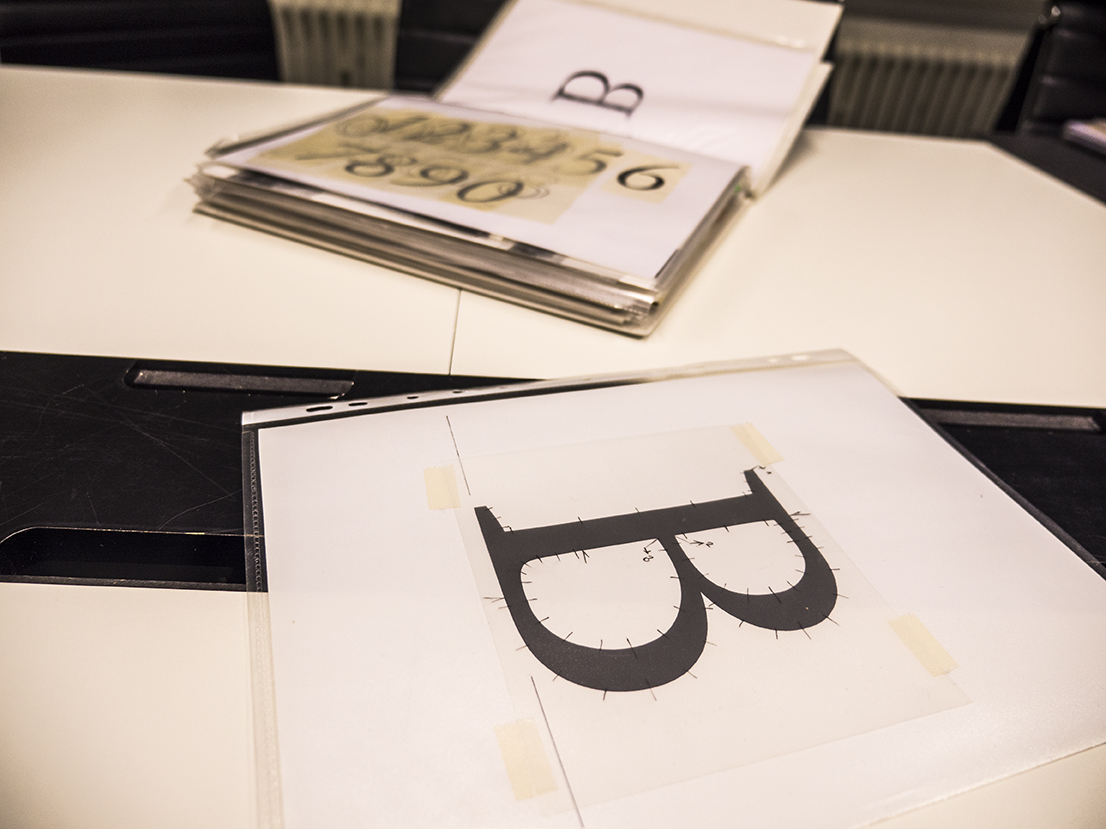
Exempel på typsnittet Nordling BQ.

Örjan Nordling är utbildad vid Konstfack på utbildningen ”Grafisk formgivning och illustration” från 1979.
Han gjorde bland annat bokstavsstudier i den gamla meningen ”skönskrift”, bokstavsteckning och illustration men studerade även mer traditionella konstutbildningskurser som konstgrafik och måleri. I samband med examensarbetet skulle eleverna även utforma en logotyp för det norsksvenska kulturcentret Voxenåsen. Karl-Erik Forsberg (1914–1995), välrenommerad grafisk designer och typograf som bland annat ritat typsnittet Berling Antikva, var examinator för uppgiften och utsåg Örjan Nordlings bidrag till det vinnande, vilket var ett stort erkännande. 
Hösten 1984 fortsatte studierna på Basel School of Design i Schweiz. Olle Johansson, en av lärarna på Konstfack vid den tiden, hade ordnat så att han kunde åka. 
Örjan Nordling första kommersiella typsnitt, Nordling BQ (Berthold Quality), lanserades 1995. 
Ett av de första uppdragen Nordling gjorde i egen verksamhet var att digitalisera Kooperativa Förbundets typsnitt. Ett annat uppdrag var att modifiera Dagens Nyheters Bodoni-typsnitt som användes i tidningens rubriker.
1997 startade Örjan Nordling Pangea Design tillsammans med två andra formgivare. Företaget utvecklade bland annat en helt egen version av typsnittet Bodoni till DN (DN Bodoni), en grotesque (DN Grotesque) som skulle användas i sportbilagan. 